# Wiesentheid
Wiesentheid est une commune de Bavière (Allemagne), située dans l'arrondissement de Kitzingen, dans le district de Basse-Franconie.

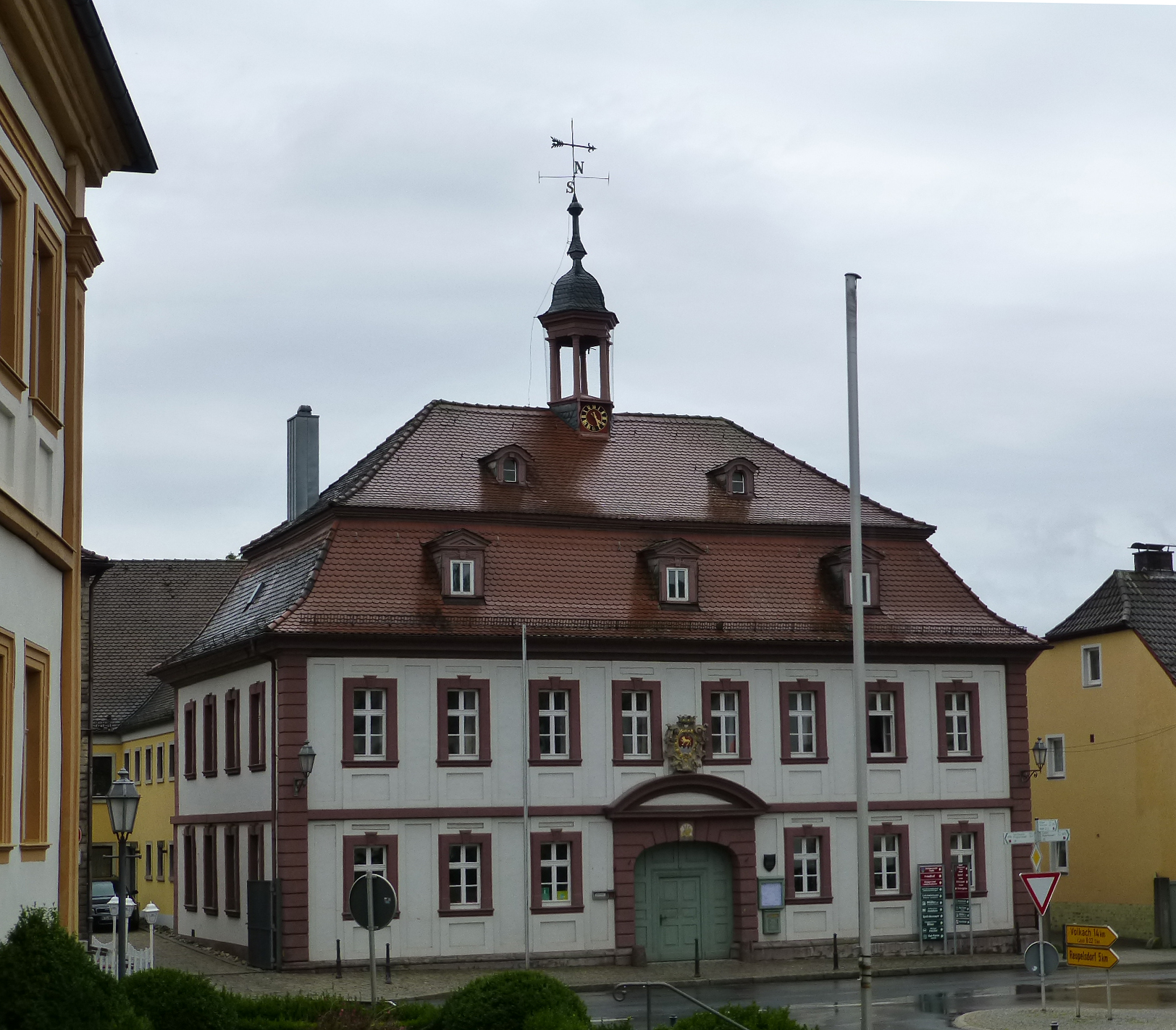
L'hôtel de ville de 1741, avec son toit à la Mansart

Au plafond de l'église St. Mauritius (Wiesentheid).